# Field španěl
Field Španěl je středně velké plemeno psa. Toto plemeno se řadí mezi jedny z nejstarších plemen. Field Španěl pochází z území Velké Británie, kde vzniklo v 19. století.

## Povaha
Field španěl je inteligentní pleneno. Je to také společenský a přítulný pes. Je velmi hravý, ale doma se většinou zklidní. Nevadí mu ostatní zvířata (např. kočky)

## Historie
Field Španěl vznikl v 19. století ve Velké Británii. Původně ho lidé považovali za variantu kokršpaněla, ale později v roce 1892 byl uznán jako samostatné plemeno.

## Vzhled
Field Španěl dorůstá výšky až 50 cm a váží okolo 20 kg. Field španěl má dlouhý a svalnatý krk. Jeho srst je dlouhá a jemná, a většinou černá nebo hnědá.